# Helmut Newton

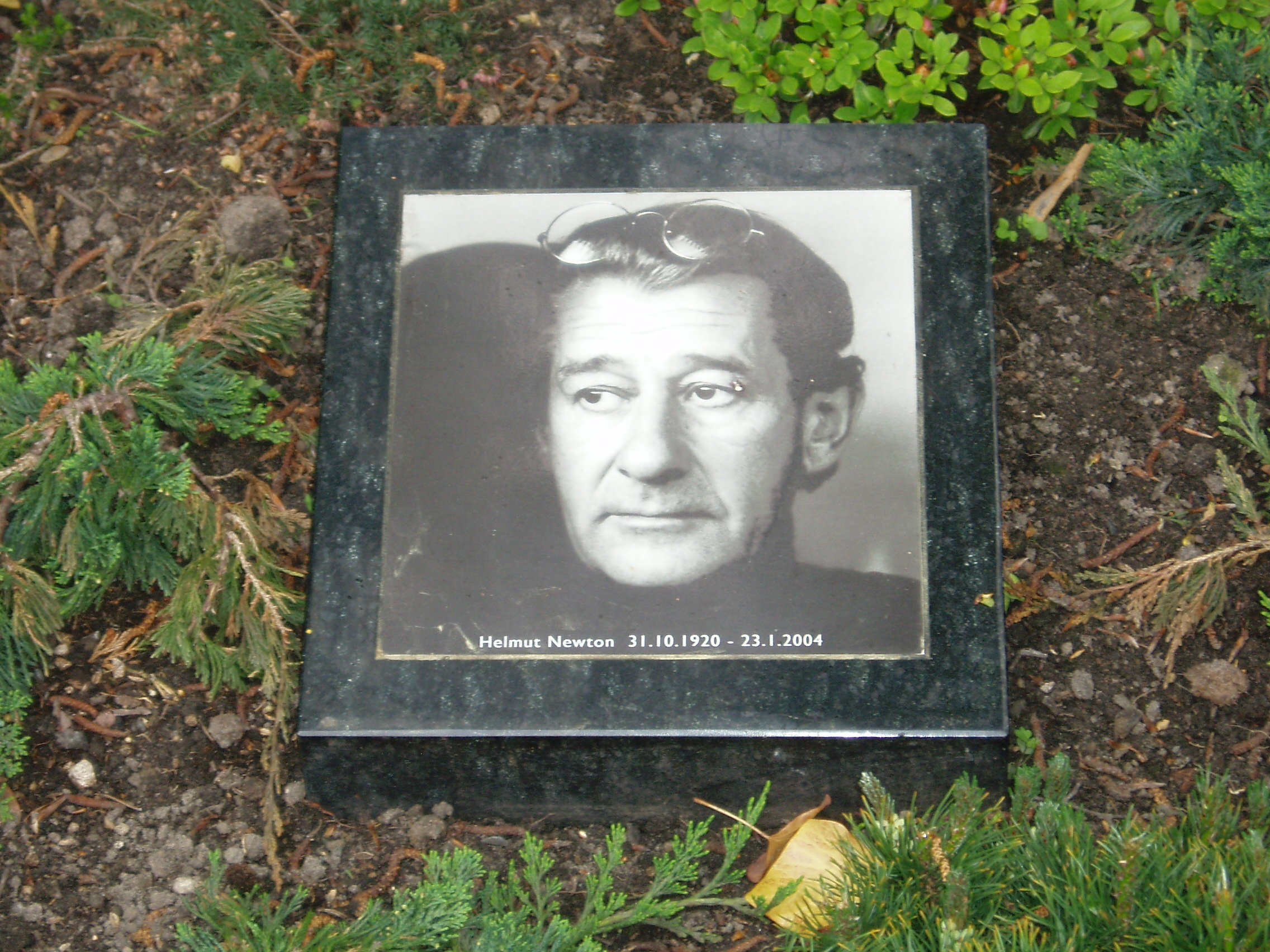
Graf Helmut Newton, Berlijn

Helmut Newton, geboren als Helmut Neustädter (Berlijn, 31 oktober 1920 - Los Angeles, 23 januari 2004) was een Duits-Australisch fotograaf.

## Levensloop
Op twaalfjarige leeftijd begon de jongeman met fotografie; de middelbare school maakte hij niet af. Hij nam lessen bij de eveneens Joodse fotografe Elsie Neuländer Simon, die de concentratiekampen niet zou overleven. Toen zijn ouders na de Kristallnacht in 1938 naar Zuid-Amerika vluchtten, week hij zelf uit naar Singapore. Daar werkte hij onder andere als persfotograaf voor de Engelstalige krant The Straits Times. In 1940 trok hij naar Australië, deed vijf jaar dienst in het Australische leger en verwierf de Australische nationaliteit in 1946. Hij ontmoette er de actrice June Brunell (artiestennaam van June Browne) die als model voor hem poseerde en in 1948 zijn echtgenote werd. June Newton zou later haar man na diens hartaanval in 1971 vervangen, en onder het pseudoniem Alice Springs zelf een fotografiecarrière beginnen.
Na vele reizen naar Europa en klussen voor de Britse en Australische Vogue, verhuisde hij begin jaren zestig naar Parijs. Daar zou hij de volgende decennia als modefotograaf werken voor de Franse editie van Vogue. In 1971 werd een hartaanval hem bijna fataal. Vanaf dat moment zou zijn werk persoonlijker worden. Helmut en June verhuisden in 1981 naar Monaco en brachten vanaf toen de winters door in Los Angeles.
In 2004 kwam Helmut Newton om het leven bij een eenzijdig verkeersongeval, mogelijk ten gevolge van een hartaanval.

## Fotografie

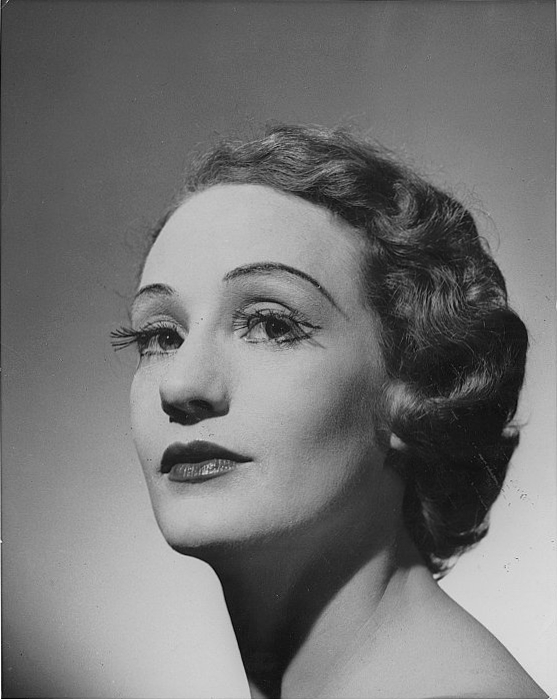
Newtons portret van Laurel Martyn, 1952

Helmut Newton was een inspiratiebron voor wie zich bezighoudt met mode- en glamourfotografie. Newton speelde met het gegeven "mode is kleding en kleding bedekt naaktheid". Als geen ander speelde hij met de grenzen tussen modefotografie en erotiek.
Terugkerende thema’s in zijn werk zijn 'de nacht', 'het nazisme' en 'de grote vrouw'. De hoge hak is dan ook zijn handelsmerk. Zijn foto's zijn "erotisch getint", "choquerend", "prikkelend en uitdagend". Tegenstanders verweten hem voyeurisme en pornografie. Hoe dan ook zorgde Newton voor een nieuw startpunt in de modefotografie en was hij het grote voorbeeld van velen.
Het Museum für Fotografie in Berlijn is voor een groot deel aan het werk van Newton gewijd. In dit museum is de fotocollectie van de Helmut Newton Stiftung ondergebracht. Ook kunnen er objecten uit het privébezit van de fotograaf worden bekeken.

## Werk in openbare collecties (selectie)
- Rijksmuseum Amsterdam[2]

## Prijzen en onderscheidingen
- 1990: Grand Prix National de la Photographie (Frankrijk)
- 1992: Officier des Arts, Lettres et Sciences (Monaco)
- 1996: Commandeur de l'Ordre des Arts et Lettres (Frankrijk)

## Documentaire
- Helmut Newton: The Bad and the Beautiful (2020)